# Рошпох (община Марибор)
Вижте пояснителната страница за други значения на Рошпох.
Рошпох (на словенски: Rošpoh) е село в Словения, Подравски регион, община Марибор. Според Националната статистическа служба на Република Словения през 2002 г. селото има 745 жители.